# Solar do Barão de Vila Flor
Solar do Barão de Vila Flor é um casarão histórico localizado em frente da praça Guilherme Tito de Azevedo, no município de São Fidélis, no interior do estado do Rio de Janeiro, construído no ano de 1847.

## História
O solar foi construído no ano de 1847, no município de São Fidélis no interior do estado do Rio de Janeiro. O projeto foi viabilizado financeiramente pelo fazendeiro João Manoel de Souza que queria obter um título de nobreza de D. Pedro II, e por isso gostaria de impressionar o imperador com a qualidade de seu solar.
Souza recebeu a visita de D. Pedro II, nos anos de 1878 e 1883 quando o imperador dormiu na residência. Funcionou para os intuito de Souza, que conseguiu o título nobiliárquico de Barão. Com a titulação, Souza conseguiu emancipar São Fidélis para vila. No ano de 1957, o prédio foi doado para a prefeitura de São Fidélis.

## Localização e estilo
É localizado de frente à Praça Guilherme Tito de Azevedo, no centro do município.

## Atualidade
Após a doação ao município, foi criado no local a Biblioteca Municipal Corina Peixoto de Araújo e o Museu Memorial Terra de Luz, importante espaço de memória da cidade de São Fidélis e difusão de conhecimento pela biblioteca, possuindo um acervo de mais de 10 mil títulos somados com o acervo literário, infanto juvenil, revistas, CDs, DVDs.
No ano de 2015, foi restaurada pelo estado visando a preservação do imóvel. Sua reforma foi orçada em setenta mil reais.

## Tombamento
No ano de 2002, o solar foi tombado pelo Instituto Estadual do Patrimônio Cultural (Inepac), órgão subordinado à Secretaria de Estado de Cultura do Rio de Janeiro responsável pela conservação da memória do estado.